# Franco Lombardi
Franco Lombardi (*  28. Juni 1906 in Neapel; † 9. September 1989 in Rom) war ein italienischer Philosoph.

## Leben
Lombardis Vater war Jurist und Professor an der Universität Neapel. Wie der Vater studierte Franco Lombardi Rechtswissenschaften. 1933 promovierte er mit einer moralphilosophischen Arbeit. 1943 wurde er auf den Lehrstuhl für Geschichtsphilosophie an der Universität Rom berufen. Hier richtete er das Institut für Philosophie ein und wurde 1968 Dekan der Fakultät.
Lombardi betätigte sich darüber hinaus als Herausgeber philosophischer und sozialwissenschaftlicher Fachzeitschriften und nahm aktiv am politischen Geschehen in Italien teil.

## Werke (Auswahl)
Einzelausgaben
- L’esperienza e l’uomo. Fondamenti di una filosofia umanistica. LeMonnier, Florenz 1935.
- Il mondo degli nomini (Studi filosofici/2; Bd. 13). LeMonnier, Florenz 1935.
- La filosofia critica Libreria dell’università, Rom 1943/46 (2 Bde.).
- Die Geburt der modernen Welt („Nascita del mondo moderno“, 1953). Kiepenheuer & Witsch, Köln 1961.
- Il concetto della libertà. Arethusa, Asti 1955.
- Benedetto Croce. Hundert Jahre nach seiner Geburt = Benedetto Croce. Croce a cento anni dalla nascita. SDA, Rom 1968 (in deutscher und italienischer Sprache).

Werkausgabe
- Scritti di Franco Lombardi. Sansoni, Florenz 1965/75 (17 Bde.).